# 下関警察署
下関警察署（しものせきけいさつしょ）は、山口県警察が管轄する警察署の一つ。

## 所在地
- 山口県下関市細江町2丁目3番8号

## 管轄区域
- 山口県下関市の本庁地区、川中地区、安岡地区、吉見地区、勝山地区、彦島地区

## 沿革
- 1871年（明治7年）11月  　取締組を設置。
- その後、赤間関警察出張所に改称。
- 1877年（明治10年）2月  　赤間関警察署に改称。
- 1902年（明治35年）6月1日 赤間関市が下関市（当時）に改称されたため、下関警察署に改称。
- 1948年（昭和23年）3月7日 下関市西警察署に改称。
- 1954年（昭和29年）7月1日 下関警察署に改称。
- 1993年（平成5年） 5月  　旧庁舎の隣接地に現庁舎が完成。
- 2006年（平成18年）4月1日 下関水上警察署を統合し、分庁舎および海峡交番を設置。唐戸交番を海峡交番唐戸連絡所、吉見交番を吉見駐在所に降格。
- 2007年（平成19年）4月 長府警察署から勝山地区を移管。
- 2008年（平成20年）4月1日 彦島警察署を統合し、彦島幹部交番を設置。江の浦交番を彦島幹部交番江の浦連絡所に降格。

## 幹部交番
（）の中は所在地。
- 彦島幹部交番（下関市彦島緑町9-7）

## 交番
（）の中は所在地。
- 下関駅交番（下関市竹崎町4丁目3-1）
- 海峡交番（下関市観音崎町15-1）
- 川中交番（下関市稗田西町4-26）
- 勝山交番（下関市秋根南町2丁目4-24）
- 幡生交番（下関市羽山町26-5）
- 安岡交番（下関市安岡本町2丁目10-15）
- 南交番（下関市彦島塩浜町1丁目19-10）

## 駐在所
（）の中は所在地。
- 吉見駐在所（下関市吉見本町2丁目10-13）
- 西山駐在所（下関市彦島迫町5丁目13-1）

## 警察官連絡所
（）の中は所在地。
- 唐戸警察官連絡所（下関市南部町）

## 警備艇
- 山1 はやせ 12m型 2020/1/29-
- (退役) 山3 はやとも 12m型
- (退役) 山4 ながと 23m型 2000-2017 （高知県警察「たけより」に配置換え[1]）

## 主な未解決事件
- 北朝鮮ルートによる覚醒剤密輸事件（被疑者は現在も逃亡中で、国際手配されている。）
- 偽装国際結婚事件（被疑者は現在も逃亡中で、全国に指名手配されている。）
- 下関市竹崎町における男性被害殺人事件[2]